# Rio Turvo (vattendrag i Brasilien, Paraná, lat -24,78, long -49,30)
Rio Turvo är ett vattendrag i Brasilien.   Det ligger i delstaten Paraná, i den södra delen av landet, 1 000 km söder om huvudstaden Brasília.
Omgivningarna runt Rio Turvo är en mosaik av jordbruksmark och naturlig växtlighet. Runt Rio Turvo är det glesbefolkat, med 11 invånare per kvadratkilometer.